# Luigi Zingales
Luigi Zingales (Padova, 8 febbraio 1963) è un economista e blogger italiano. È "Robert C. McCormack Professor of Entrepreneurship and Finance" presso la University of Chicago Booth School of Business. Dal 2012 è stato uno dei promotori del movimento politico italiano Fermare il Declino e fino al 2015 è stato consigliere di Eni.

## Biografia
Si è laureato con lode in economia nel 1987 all'Università Bocconi di Milano, ottenendo poi un Ph.D. in Economia dal Massachusetts Institute of Technology nel 1992. È membro di numerosi think tank e centri di ricerca americani ed europei, in passato ha collaborato con l'ONU in tema di microfinanza ed ha diretto la American Finance Association. Nel 2003 ha vinto il premio Bernácer per il miglior giovane economista europeo.
È editorialista per il Sole 24 Ore e ha una rubrica sul settimanale L'Espresso. Inoltre, siede come amministratore indipendente nel consiglio di amministrazione di Telecom Italia. Nell'ottobre del 2011 ha partecipato alla "tre giorni" organizzata da Matteo Renzi alla Leopolda di Firenze, chiamata Big Bang.
È nominato dal Governo Renzi nel nuovo C.d.A di Eni dimettendosi il 4 luglio 2015 per «non riconciliabili differenze di opinione sul ruolo del consiglio nella gestione della società». Poco tempo dopo l'uscita del suo libro Europa o no, apre online un proprio blog, disponibile al sito europaono.com, all'interno del quale non si limita a trattare solo elementi economici ma anche temi politici e sociali. Il sito fornisce anche aggiornamenti sulle sue pubblicazioni di stampa e le sue apparizioni in tv, radio, scuole.

### Attività politica
Nell'estate del 2012 ha fondato, insieme ad Oscar Giannino e ad altri economisti, il movimento politico Fermare il Declino (FID), che dopo una rapida ascesa in termini di visibilità e numero di aderenti, ha deciso di presentarsi alle elezioni politiche del 2013 come partito Fare per Fermare il Declino: Zingales ha partecipato alla campagna elettorale, ma non si è candidato in prima persona per via di impegni accademici precedentemente sottoscritti. Il 18 febbraio 2013 ha deciso però di lasciare il movimento a causa di dichiarazioni non veritiere del cofondatore Oscar Giannino riguardo alle proprie credenziali accademiche. Il 7 marzo 2013 Zingales ha rilasciato un'intervista esclusiva al Corriere della Sera, in cui ha raccontato tutti i retroscena dietro allo "scandalo Giannino" e ha dichiarato di essere disponibile a riprendere a collaborare con FID in caso di chiarimento definitivo.

## Opere

### Manifesto capitalista
Nel 2012 esce in Italia "Manifesto Capitalista. Una rivoluzione liberale contro un'economia corrotta", saggio all'interno del quale Zingales affronta la crisi economica sotto la prospettiva della collettività, ponendo dunque l'accento su questioni come meritocrazia, clientelismo e degenerazione del libero mercato. Egli afferma sostanzialmente che chi aveva creduto che libertà e uguaglianza fossero raggiungibili grazie al libero mercato si sia ritrovato deluso e ancor più truffato da un capitalismo che ha causato un incubo di ingiustizia e povertà, dovuto in primis dalla mancanza di un sistema anti-trust adeguato e di un clientelismo diffuso. La soluzione non sta nella ricerca di un populismo che rifiuti i meccanismi economici perché altrimenti si rischierebbe di perdere ciò che rimane di quello che viene definito da Zingales come "il migliore dei sistemi possibili, che, pur con tutti i suoi difetti, offre sempre il maggior numero di opportunità al maggior numero di persone". La soluzione sta proprio nella difesa del libero mercato, purché sia ripulito dalle lobby, dai monopoli e dalla corruzione che ne hanno causato la sua degenerazione; bisogna premiare il merito, favorire la concorrenza, eliminare i privilegi e sostenere l'istruzione. In conclusione, dunque, il "Manifesto Capitalista" non si pone altro fine se non quello di proporre un attento programma per rifondare il capitalismo, per renderlo più giusto, più umano ed efficiente, tutti elementi che fanno ovviamente capo al libero mercato.

### Europa o no
Luigi Zingales in un saggio dal titolo Europa o no uscito in aprile 2014 per l'editore Rizzoli, criticando fortemente l'attuale conduzione della Zona euro, ha auspicato che nel mondo politico e intellettuale italiano si consideri più seriamente l'opportunità o meno dell'adesione all'euro, affermando, tra l'altro, che l'Eurozona deve riformarsi nel volgere di 18-24 mesi, altrimenti, a suo giudizio, i costi di rimanere cominceranno a eccedere i benefici e l'uscita diventerà il male minore.
Ciò non toglie che Zingales rimane ancorato all'idea che uscire dall'euro potrebbe portare a gravi conseguenze per l'Italia, quali il default, tant'è che egli stesso scrive nel suo libro: "Il messaggio più importante che vorrei trasmettere, però, è che [...] la nostra crisi attuale, in cui siamo da quasi vent'anni, non è colpa dell'euro né può essere risolta uscendo da esso. Anzi, la nostra crisi strutturale rischia di essere peggiorata da una nostra uscita dall'euro [...]. Il vero problema è che sono vent'anni che la produttività nel nostro paese non cresce. E se la nostra produttività non riprende a crescere, non possiamo competere in Europa e nel mondo, con o senza euro. Se la nostra produttività non riprende a crescere, non siamo in grado di sostenere il nostro debito pubblico né dentro né fuori dall'euro."
Successivamente in'unintervista nel 2017 Zingales riconosce che il fallimento dell’Unione Europea è stato sul piano politico perché è mancato e continua a mancare un ampio disegno comune per tutti i paesi .

## Riconoscimenti
Nel 2012 è stato inserito nella lista, redatta dalla rivista Foreign Policy, dei 100 pensatori più influenti al mondo, unico italiano presente oltre a Mario Draghi, allora presidente della BCE.

## Saggi
- (EN) Raghuram G. Rajan, Luigi Zingales, Saving Capitalism from the Capitalists, New York, Random House, 2004, ISBN 978-0-691-12128-4.
  - traduzione italiana: Salvare il capitalismo dai capitalisti, Einaudi, 2004 ISBN 978-88-06-16819-3 (brossura)
  - formato tascabile: Salvare il capitalismo dai capitalisti, Einaudi, 2008 ISBN 978-88-06-19151-1
- (con Salvatore Carrubba e Gianpaolo Salvini), Il buono dell'economia. Etica e mercato oltre i luoghi comuni, Ed. Università Bocconi, 2010 ISBN 978-88-8350-153-1
- Manifesto Capitalista. Una rivoluzione liberale contro l'economia corrotta (in USA edito con titolo A Capitalism for the People); ed. Rizzoli 2012
- (AA.VV. a cura di Marco Mari), Wake Up, Italia! - Pamphlet per la ricostruzione del Paese, Centro Studi sulle Istituzioni 2013 ISBN 978-88-908383-0-9
- Europa o no. Sogno da realizzare o incubo da cui uscire, ed. Rizzoli 2014